# TI-89
La  TI-89 e la TI-89 Titanium sono calcolatrici grafiche programmabili prodotte dalla Texas Instruments. Appartengono alla categoria dei calcolatori portatili > grafici > programmabili > simbolici, e sin dalla loro introduzione detengono la leadership di mercato nel loro settore.

## Texas Instruments TI-89

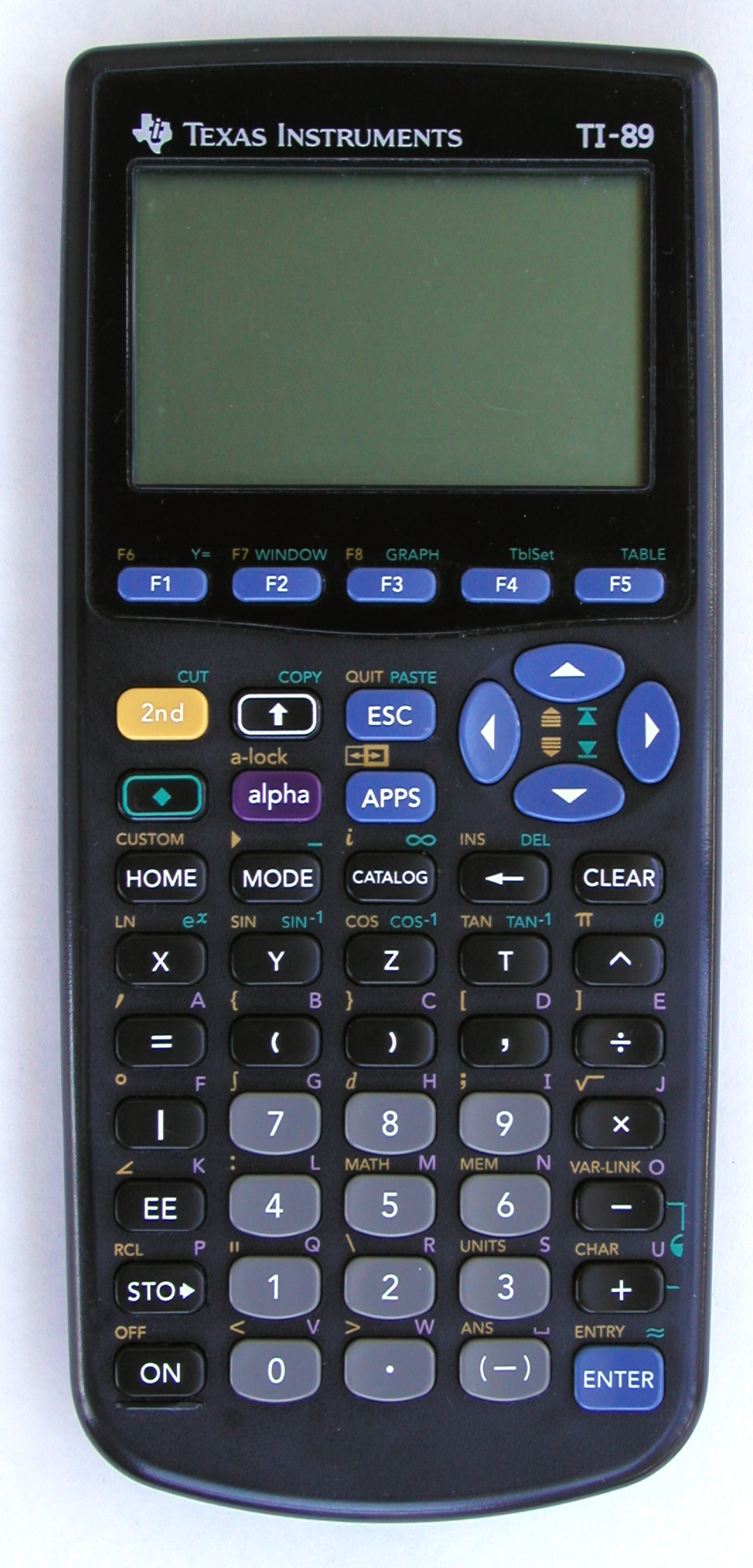
Una TI-89

La TI-89 è stata introdotta sul mercato nel 1998. Come la TI-92 da cui deriva, e della quale rappresenta una versione ridotta nelle dimensioni, è basata su un processore Motorola 68000 a 10 o 12 MHz (a seconda delle versioni) a 16 bit; inoltre dispone di un display a cristalli liquidi con risoluzione di 128x160 pixel in bianco e nero a 16 livelli con regolazione di contrasto. Al momento dell'introduzione queste caratteristiche la rendevano a tutti gli effetti un computer tascabile. Il CAS (Computer Algebra System) integrato nella ROM include circa 800 funzioni che coprono ogni campo della matematica; l'interfaccia è a riga di comando, ma include alcuni ambienti grafici per il disegno di funzioni, l'introduzione di tabelle e matrici, la programmazione e la scrittura di testi, il risolutore di equazioni, e altre applicazioni Flash aggiuntive.
Nel 2003 è stato rilasciato l'ultimo aggiornamento del sistema operativo V2.09 che include alcuni aggiornamenti, il menù a icone APPS e la possibilità di visualizzare l'orologio di sistema a partire dall'Hardware versione 2.00.
La calcolatrice utilizza 4 batterie AAA e una batteria al litio di backup.

## Texas Instruments TI-89 Titanium

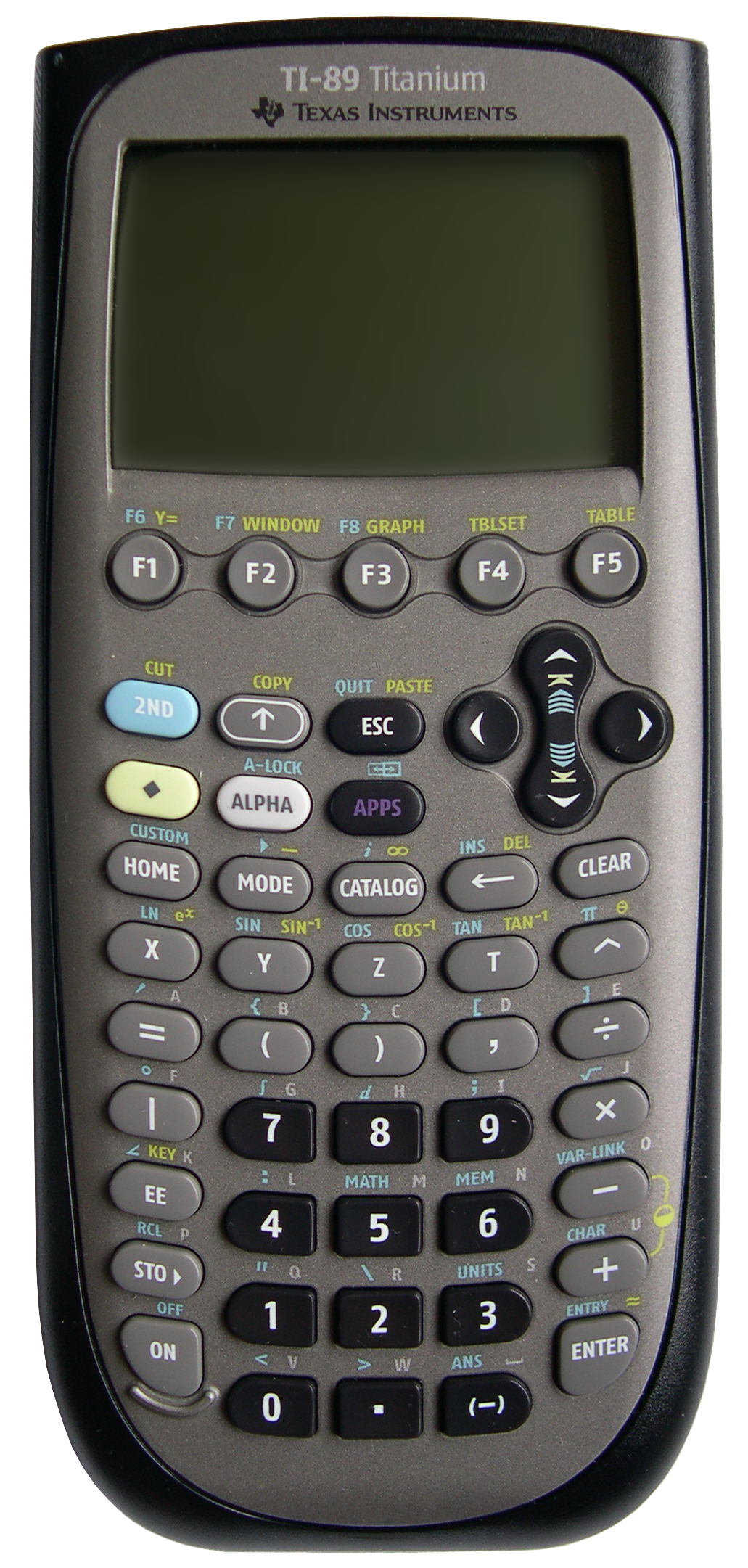
Una TI-89 Titanium

La TI-89 Titanium è stata introdotta nel 2004 per migliorare la TI-89, adeguandola alle innovazioni introdotte dalla concorrenza, in particolare rispetto alla TI-89 la titanium possiede un quantitativo di memoria maggiore.
Immediatamente avvertibili sono il nuovo design e la presenza di una porta USB.